# 菲利普·格拉斯
菲利普·莫里斯·格拉斯（英語：Philip Morris Glass，1937年1月31日—），美国当代作曲家，简约主义风格的代表人物之一。他的创作涉及了传统古典音乐的几乎所有体裁，并且在流行音乐领域有不少创作，产生了很大的影响。

## 生平
格拉斯1937年生于美国马里兰州巴尔的摩，祖先來自立陶宛犹太人，因为父亲開了一家音響店而从小对从贝多芬到肖斯塔科维奇的各个时期的古典音乐都有所涉獵，就读于朱利亚音乐学院，又赴巴黎師承娜迪亚·布朗热。與印度音乐家拉维·香卡合作后，對於其他不同音乐发生了浓厚兴趣，并独立发展出了自己的简约主义风格。他的音乐创作往往涉及世界各地的不同文化。在谈到自己的信仰时，格拉斯曾说自己是“犹太-道教-印度-托尔特克-佛教徒”。

## 音乐风格及创作
格拉斯的简约主义风格深受东方文化和流行音乐的影响，他的作品往往在一个牢固的自然音框架之中以五六个音符作为基础，没有和声变化而节奏极度稳定。他的音乐是有调性的，有的甚至带有浪漫主义式的旋律感，例如《第一小提琴协奏曲》。
格拉斯还是一位重要的电影配乐作曲家，著名电影音乐包括《楚门的世界》以及《时时刻刻》。